# Calle Cortina del Muelle
La calle de la Cortina del Muelle es una vía de tráfico rodado del centro histórico de la ciudad de Málaga, España. Discurre en sentido sureste-noroeste desde la confluencia de calle Molina Lario con la plaza de la Marina y el Paseo del Parque hasta la plaza de la Aduana, donde desembocan calle Císter y calle Alcazabilla. La vía transcurre paralela al sector nororiental del Parque de Málaga.

## Historia
Su nombre se debe a que la calle fue un muelle portuario hasta la ampliación del puerto de Málaga a finales del siglo XIX, cuando se procedió al relleno de gran parte del puerto, haciendo avanzar la línea de costa. En esta época, la zona concentraba actividades productivas diversas derivadas del comercio portuario y acogía a una multitud variopinta de estibadores, transportistas, marinos, faeneras, charranes, barateros, taberneros y pescadores.

## Edificios notables
Entre sus edificios destacan los números 1, ocupado por el Hotel Málaga Palacio, y 23, donde se halla el Palacio de Villalcázar. Protegidos a nivel municipal se encuentran los números 17, 19 y 21, todos ellos de estilo decimonónico burgués malagueño, siendo el primero de ellos obra de Jerónimo Cuervo González, y los números 5, 7 y 9, datados en los primeros años del siglo XX, de estilo ecléctico, decimonónico malagueño y regionalista respectivamente, siendo el último obra de Fernando Guerrero Strachan. Además, bajo los números 17 y 19 de Cortina del Muelle se conservan restos del trazado de la antigua muralla tardo romana.